# 1553 Bauersfelda
Bauersfelda (asteróide 1553) é um asteróide da cintura principal, a 2,6094229 UA. Possui uma excentricidade de 0,1016123 e um período orbital de 1 808,08 dias (4,95 anos).
Bauersfelda tem uma velocidade orbital média de 17,47641785 km/s e uma inclinação de 3,23438º.
Esse asteróide foi descoberto em 13 de Janeiro de 1940 por Karl Reinmuth.